# Škoda 1200
De Škoda 1200 (type 955) is een middenklasse auto die van 1952 tot 1961 werd geproduceerd door de Tsjechoslowaakse autofabrikant AZNP (Škoda). Het was de eerste Škoda met een pontoncarrosserie, het centrale buisframe werd grotendeels overgenomen van de voorganger Škoda 1101/1102 "Tudor". Vanaf 1955 werd een gemodificeerde versie met een krachtiger motor geproduceerd als Škoda 1201. Van 1961 tot 1973 werd vervolgens de Škoda 1202 geproduceerd, uitsluitend als combi, bestelwagen en pick-up.

## Geschiedenis

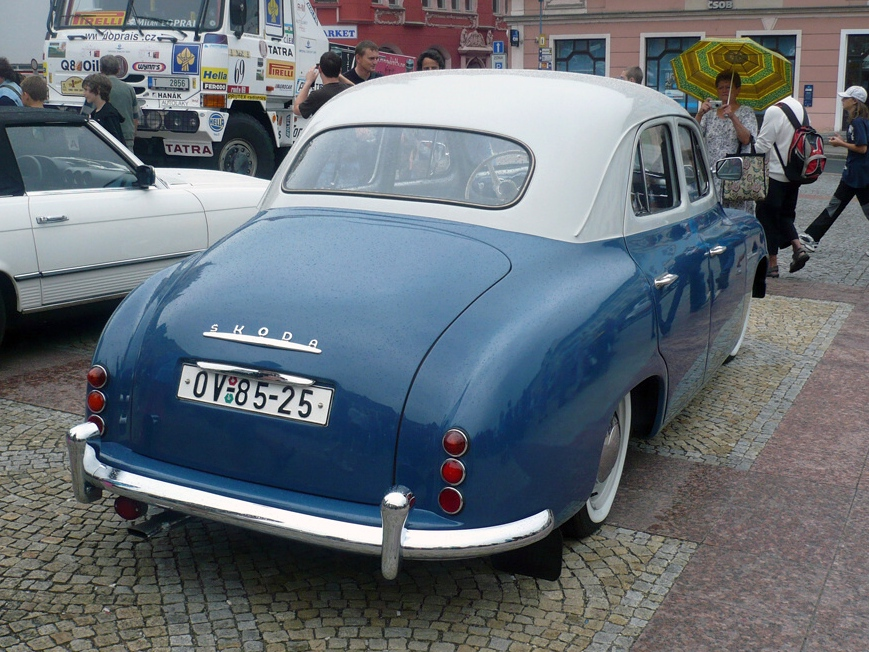
Škoda 1200, achteraanzicht

In 1952 verscheen de opvolger van de Škoda 1102 onder de type-aanduiding Škoda 1200. Het onderstel bleef nagenoeg gelijk, zij het dat men aan de voorzijde een extra dwarsarm toepaste om een betere stabiliteit te krijgen. De motor werd met 1221 cc en 36 pk wat groter en sterker. De topsnelheid werd daardoor 105 km/u. Het voornaamste verschil met de 1102 zat hem echter in de carrosserie, die van het pontontype was (zonder uitwendige wielkasten) en voorzien van vier deuren. Aan de voorzijde had de driehoekige grille plaatsgemaakt voor twee dikke horizontale spijlen. De wagen was van binnen een stuk ruimer gemaakt en oogde goed in die tijd, de jaren vijftig.
Van de 1200 werden 33.599 exemplaren geproduceerd.

### Škoda 1201
In 1955 kreeg de 1200 een nieuw model onder zich, de Škoda 440 "Spartak", deze had wat meer raamoppervlak en een vlottere lijn. De 1200 kreeg gelijk met de introductie van de 440 een motorische vernieuwing. Hij kreeg 45 pk onder de kap en daarmee wijzigde de type-aanduiding van het model in Škoda 1201. In 1957 werd de motor van de 1201 ook in de 440 gemonteerd en zo ontstond de 445.
Van de 1201 werden 33.472 exemplaren geproduceerd.

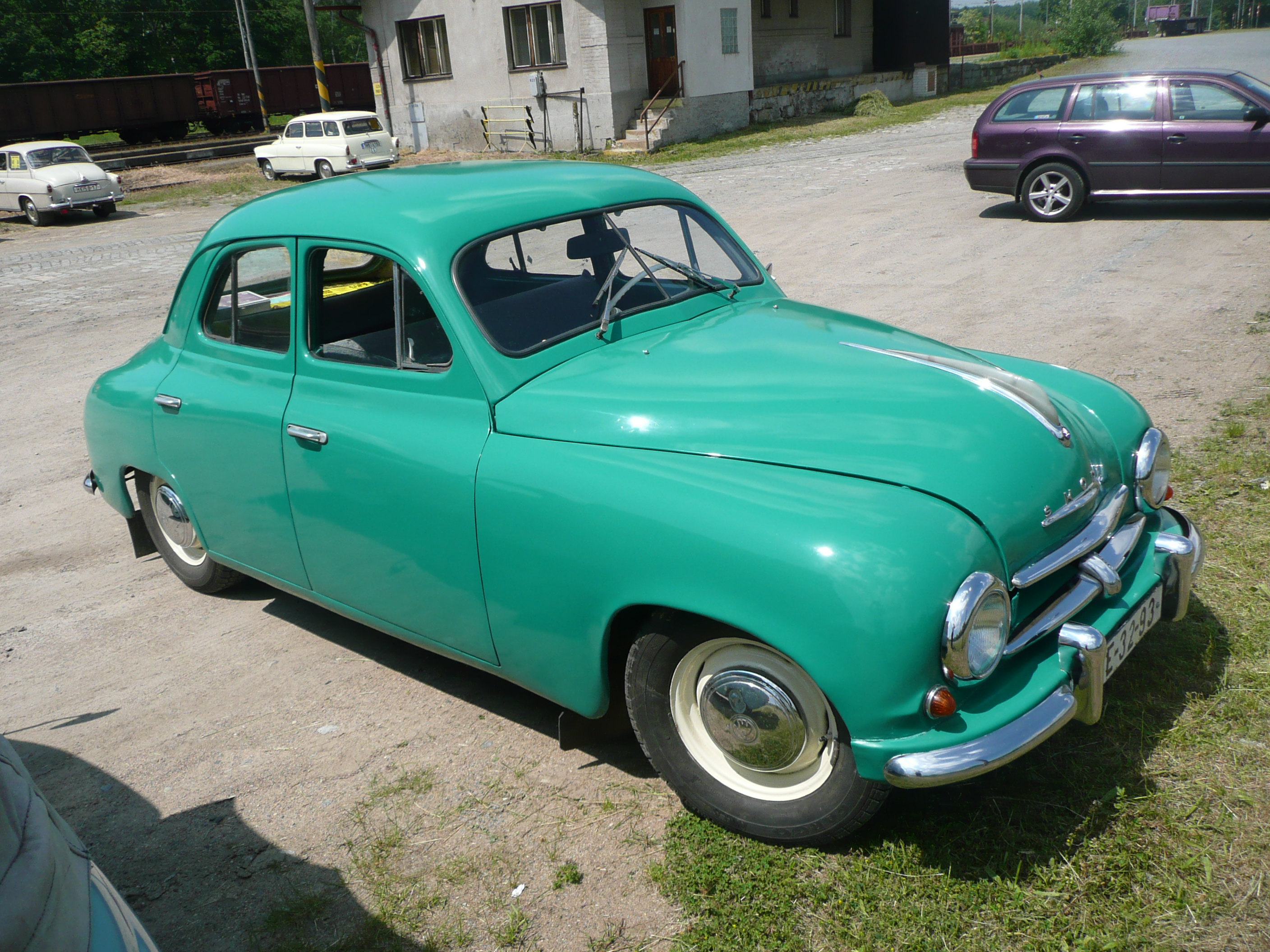
Škoda 1201 sedan
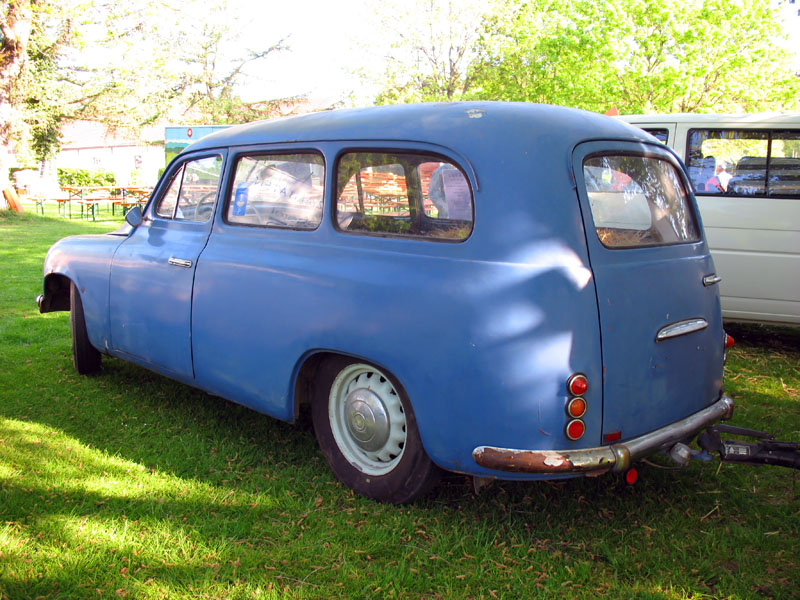
Škoda 1201 combi
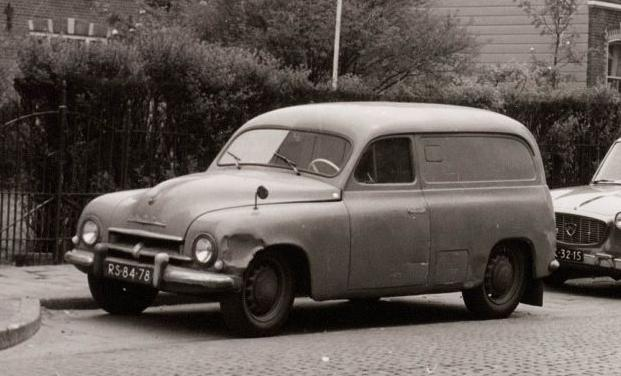
Škoda 1201 bestelwagen
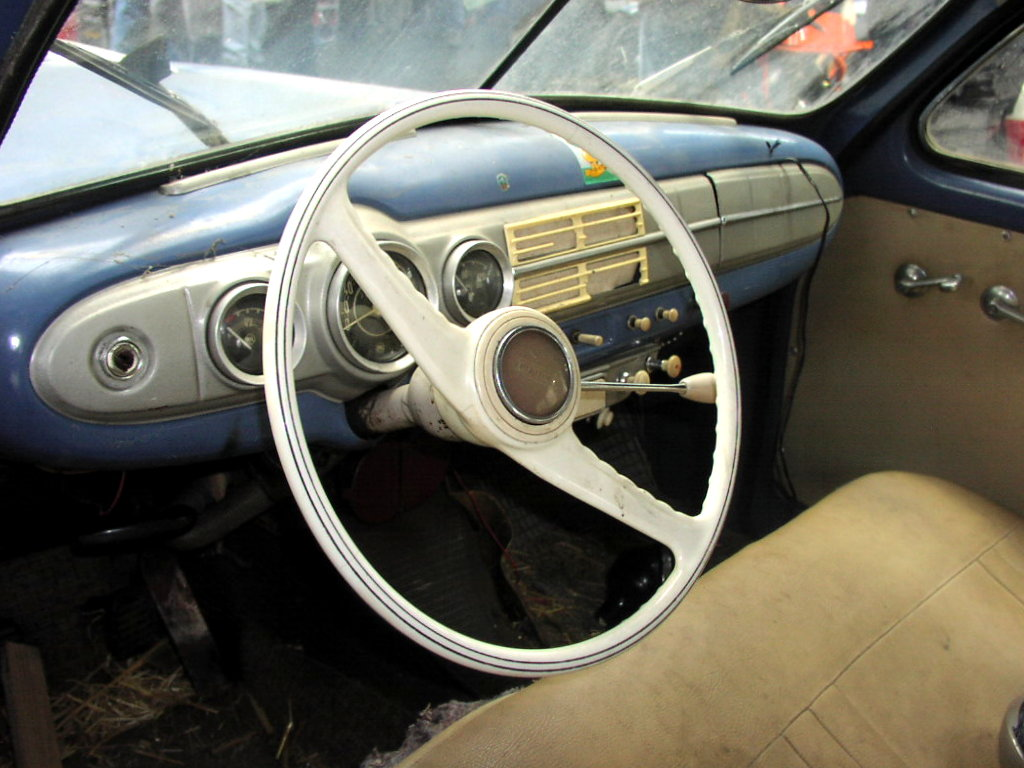
dashboard

### Škoda 1202
De Octavia en Felicia waren al in 1964 uit productie gegaan. De 1201, die vanaf 1958 alleen nog als combi en pick-up werd geleverd, kreeg met 48 pk een wat sterkere motor, alsmede de voorwielophanging van de Octavia. Hij werd voortaan Škoda 1202 genoemd en werd ook verkocht als bestelwagen en ambulance. De wagen hield het nog langer uit dan de Octavia combi: hij verdween pas in 1973 van het toneel.
Van de 1202 werden 60.141 exemplaren geproduceerd. Op de technische basis van de 1202 werd vanaf 1968 de Škoda 1203 geproduceerd als minibus, bestelwagen en pick-up.

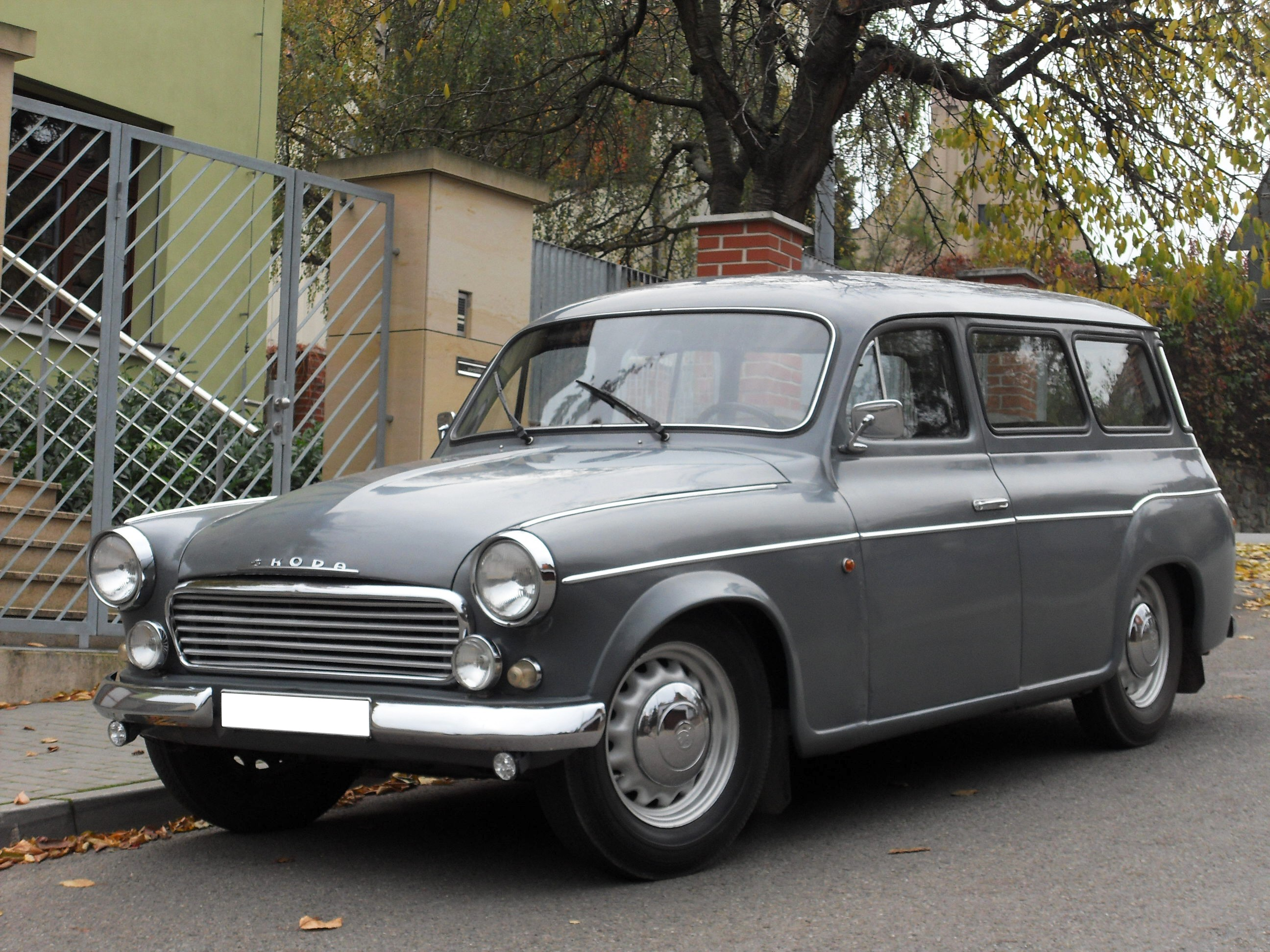
Škoda 1202 combi
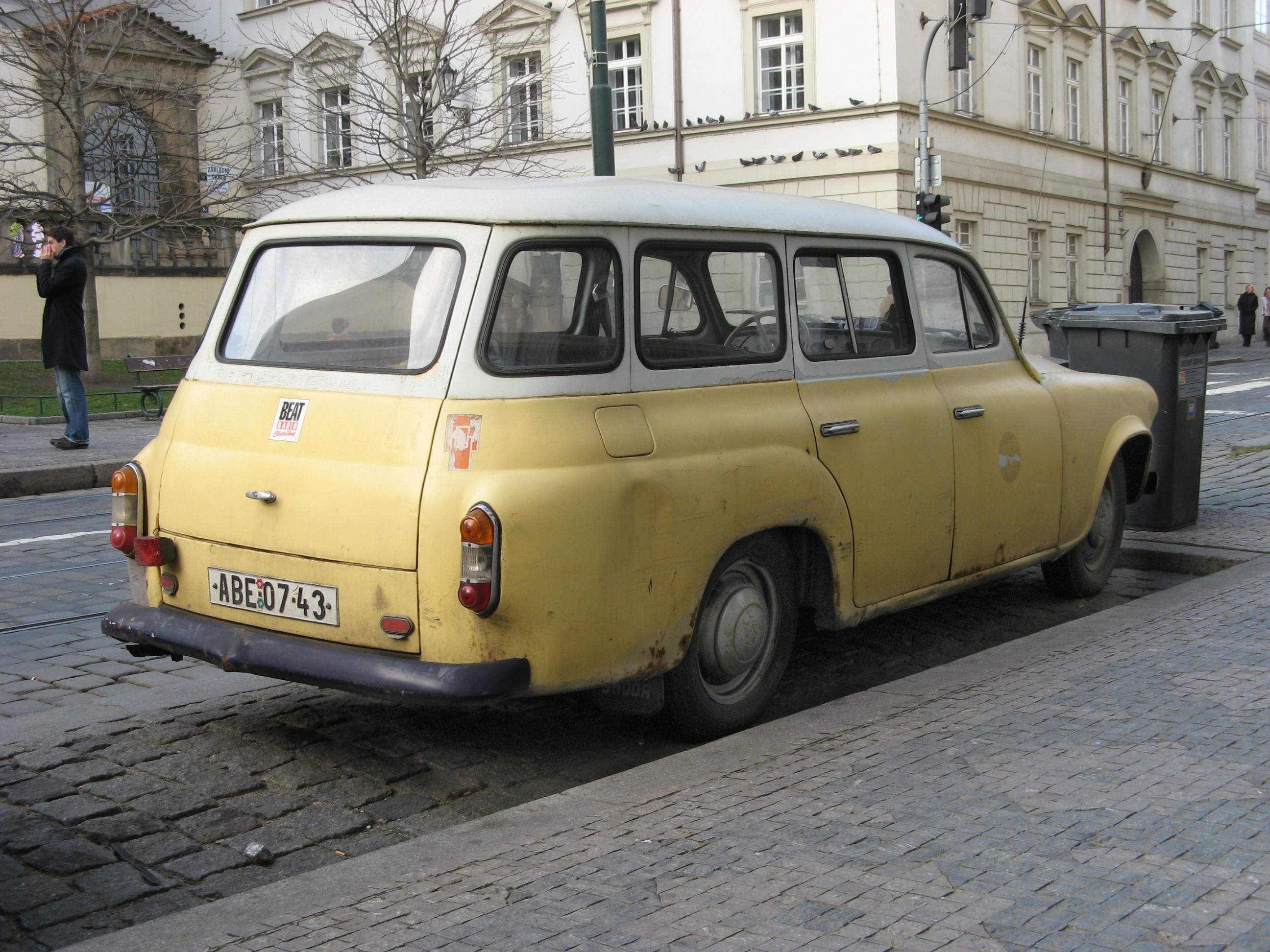
Škoda 1202 combi, achteraanzicht
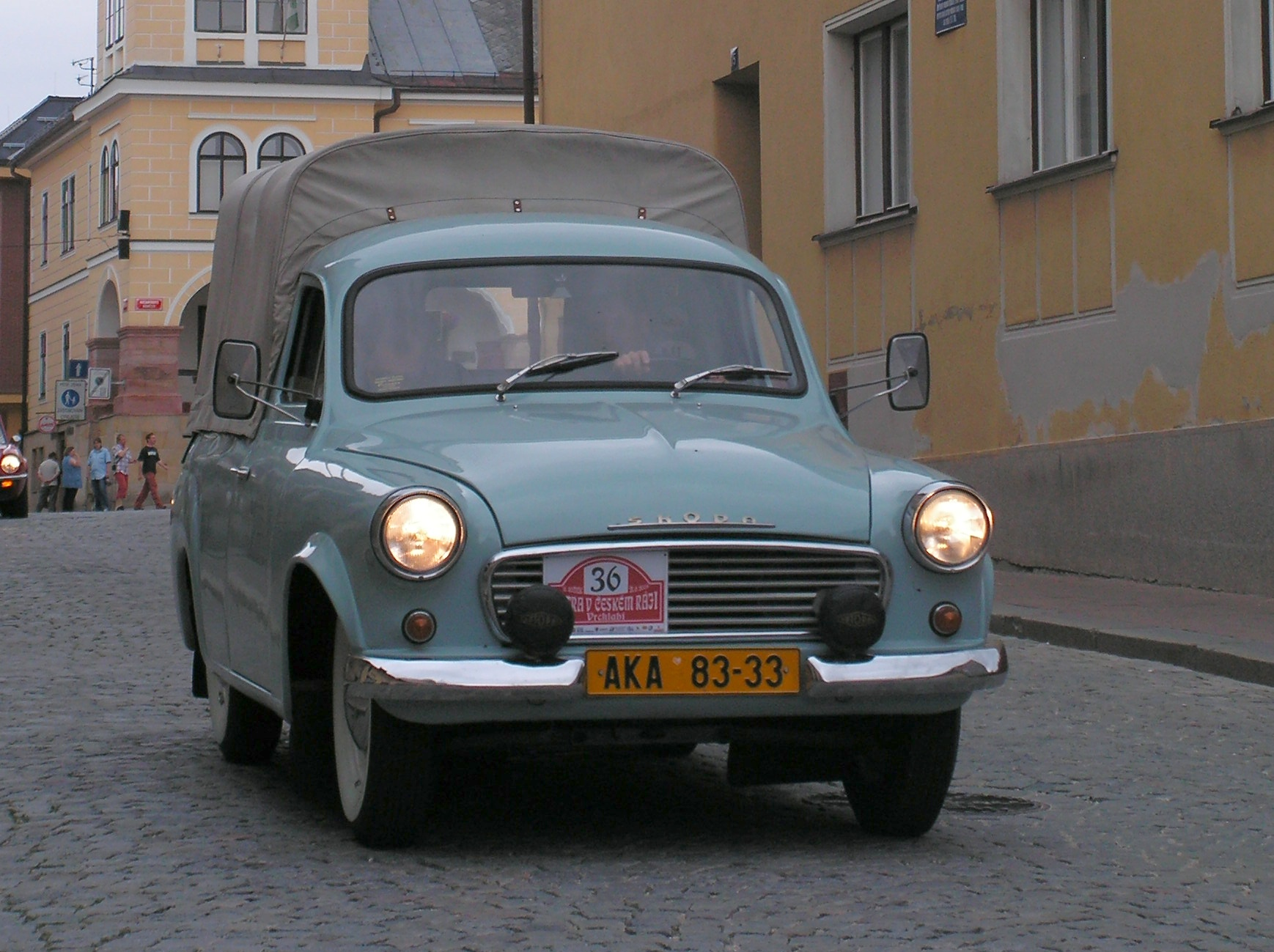
Škoda 1202 pick-up
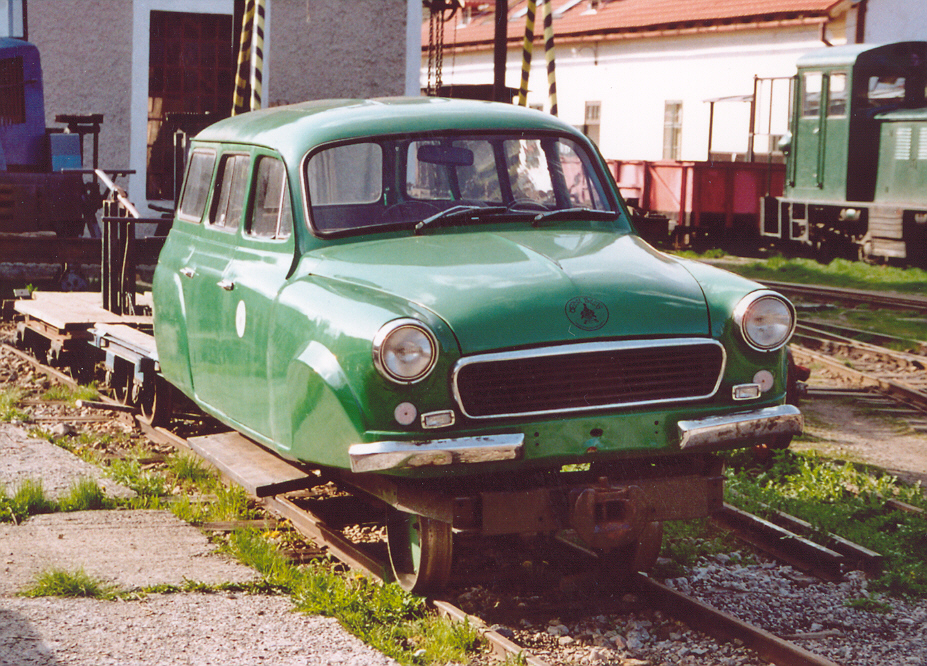
Škoda 1202 omgebouwd tot draisine

In wedstrijden behaalden de wagens, net als voorheen de andere modellen, aansprekende successen. In 1960 en 1961 namen de Finnen Keilanen en Eklund met succes deel aan de Rally van Monte Carlo. In 1961 wisten ze derde in hun klasse te worden en dertiende in het totaalklassement.